# Gloucester (Nouvelle-Galles du Sud)
Pour les articles homonymes, voir Gloucester (homonymie).
Gloucester est une ville australienne située dans la zone d'administration locale de Mid-Coast dans l'État de Nouvelle-Galles du Sud.

## Géographie
La ville est située dans la région du Mid North Coast, au centre de la Nouvelle-Galles du Sud, à 220 km au nord de Sydney. Elle est arrosée par la rivière Gloucester, juste au-dessus de sa confluence avec l'Avon.

## Histoire
La localité est créée en 1855 par des éleveurs de moutons. En 1906, elle devient le siège du comté de Gloucester et le demeure jusqu'à la suppression de ce dernier le 12 mai 2016, quand elle est intégrée à la zone d'administration locale de Mid-Coast.

## Démographie
| Année | Population      |
| ----- | --------------- |
| 2011  | 2 878 habitants |
| 2016  | 2 975 habitants |
| 2021  | 2 469 habitants |

## Politique et administration
La ville est rattachée à la circonscription de Lyne pour les élections fédérales et à celle d'Upper Hunter pour les élections à l'Assemblée législative de Nouvelle-Galles du Sud.